# Ford Comète

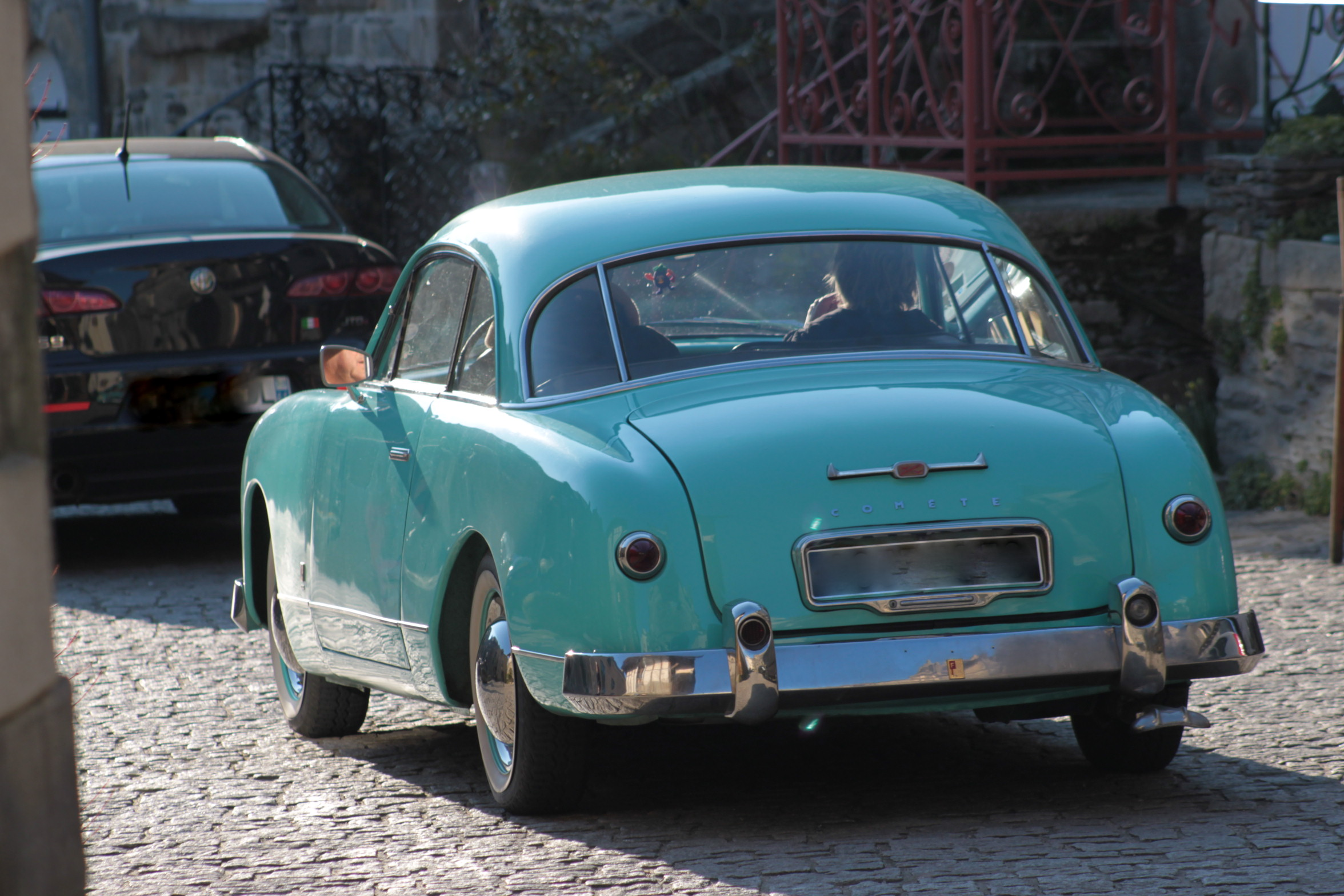
Heckansicht

Der Ford Comète war ein von der Ford Société Anonyme France (Ford SAF) im Automobilwerk Poissy bei Paris von 1951 bis 1954 produzierter PKW der Oberklasse.
Der neue Präsident der Ford SAF, François Lehideux, suchte nach einem eleganteren Modell als dem Ford Vedette. Jean Daninos schlug vor, ein solches auf der Basis des Serienmodells zu fertigen, wie ihm dies bei Simca bereits gelungen war, und präsentierte Ford den von Stabilimenti Farina erstellten Entwurf. Die Karosserie des auf den Markt der Luxusmodelle abzielenden Comètes wurde von Facel Métallon in einer kleinen Serie in den Werken Dreux, Amboise und Colombes hergestellt, welche später die unter dem Namen Facel Vega bekannten Luxusfahrzeuge produzierten. Der Originalmotor war ein seitengesteuerter 2,2-Liter-V8-Motor, der von Ford France auch im Ford Vedette Verwendung fand. Während jedoch die Vedette mit einem elektromagnetischen Cotal-Getriebe ausgerüstet wurde, kam beim Comète ein vollsynchronisiertes, manuelles Pont-à-Mousson-Vierganggetriebe zum Einsatz.
Das ursprüngliche Modell besaß einen einzigen, horizontalen Querbalken über dem Kühlergrill mit einem verchromten Schild oder einer Kugel in der Mitte, den zeitgenössischen Studebaker-Fahrzeugen nicht unähnlich. Außerdem waren die Weißwandreifen auf Stahlfelgen mit verchromten Radkappen aufgezogen. Im September 1951 wurde im vornehmen Biarritz an der südfranzösischen Atlantikküste der interessierten Öffentlichkeit das graziöse Modell vorgestellt. Obwohl der Anblick, die Ausstattung und die Verarbeitungsqualität Bewunderung auslöste, enttäuschte die kleine Maschine, die den schweren Comète kraftlos und unzuverlässig wirken ließ.

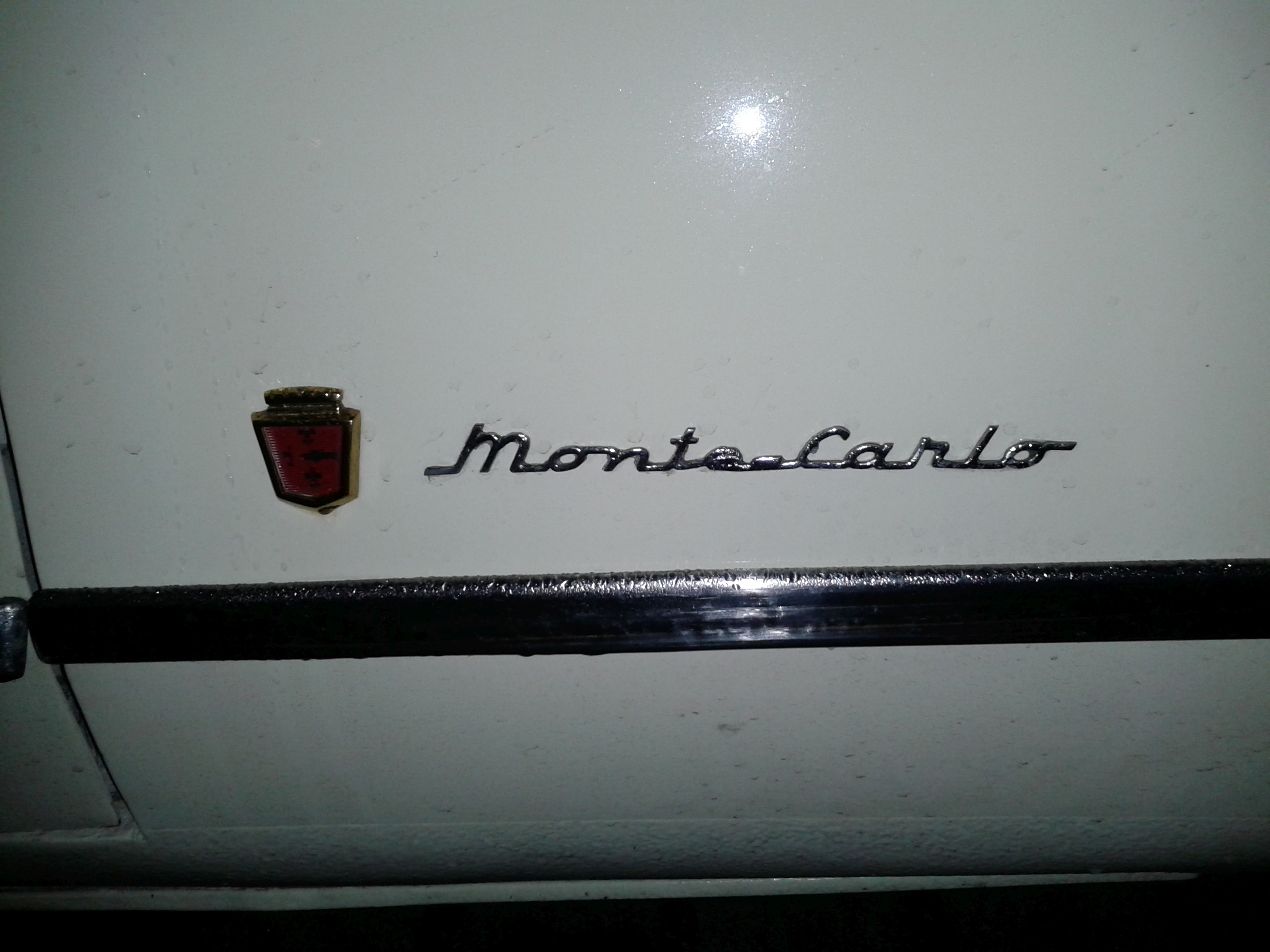
Typenschild Ford Monte Carlo

1953 wurde ein neues Modell Comète Monte Carlo mit einem 3,9-Liter-V8-Motor ausgestattet. Diese Maschine stammte aus dem Ford LKW, leistete 105 PS (78 kW) und besaß ein enormes Drehmoment. Sie hatte bereits im Ford Vendôme ihren Dienst versehen. Die Ausstattung wurde erheblich verbessert, aber die neue Maschine schmeichelte sich nicht gerade von selbst bei der Kundschaft ein; sie war nicht nur als Lastwagen-Motor bekannt, sondern ihr großer Hubraum bedeutete für seine Halter, dass die aus Hubraum und Leistung errechneten 22 „Steuer-CV“ ihn sehr teuer machten. Die neue Version des Modells wurde mit Drahtspeichenrädern, falschen Radkappen und einem ovalen Kühlergrill ausgestattet, bei dem auf den Querbalken zugunsten eines breitmaschigen Gitters verzichtet worden war. Die Franzosen nannten den Grill „coupe-frites“ (Pommes-frites-Schneider).
Während des Herstellungszeitraums des Comète wurde Ford France 1954 an Simca verkauft. So wurde der Comète im letzten Jahr des Modells als Simca Comète angeboten.